# Armzeug

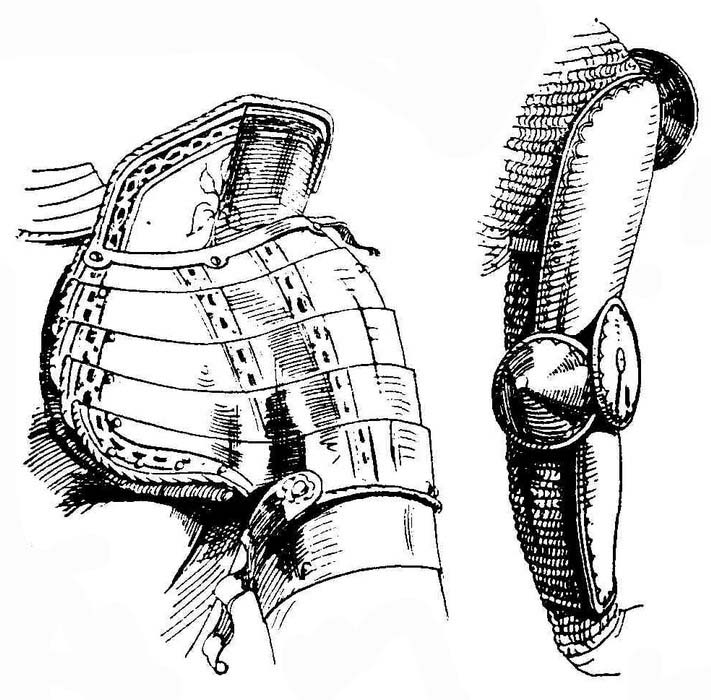
Geschobene Achseln und Kettenpanzerärmel mit Platten und Ellbogenscheiben

Das Armzeug auch Armberge, lat. Manuelea oder Manica, franz. Brassards, engl. Brassard oder Armlet, ital. Bracciale, span. Braceral, Armadure del Braccio, ist ein Bestandteil an europäischen Plattenrüstungen. Die Armschutzvorrichtungen aus der Antike zählen nicht zu dem Armzeug.

## Entwicklung

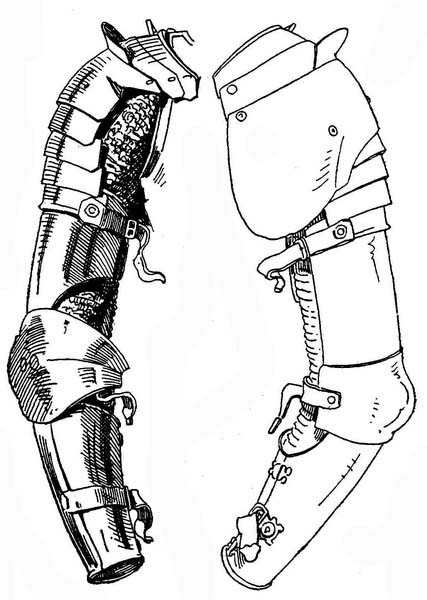
Ganzes Armzeug mit halben Kacheln und offener Armbeuge

Das Armzeug besteht aus mehreren Teilen. Diese sind:
- Schulterschutz: Achseln
- Oberarmschutz: Oberarmröhren
- Ellbogenschutz: Ellbogenkacheln
- Unterarmschutz: Unterarmröhren
- Handschutz: Panzerhandschuhe

Diese einzelnen Teile werden zu Oberarmzeug und Unterarmzeug zusammengefasst.

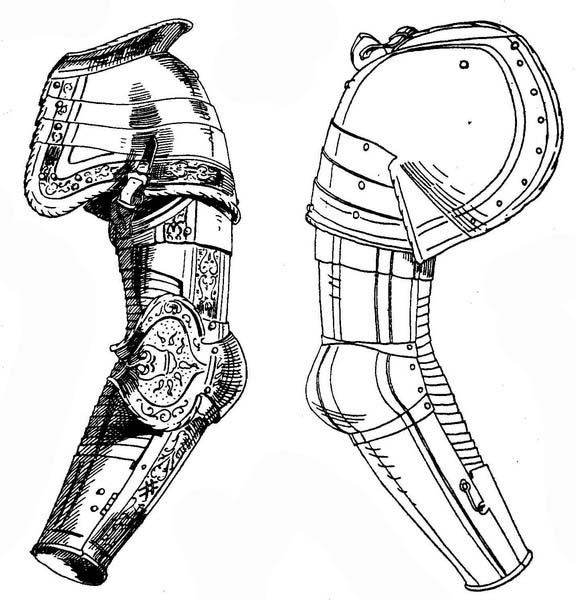
Armzeug mit geschobenen Ellbogeninnenseiten und ganzen Kacheln

Die ersten Vorläufer des Armzeugs findet man bereits im 13. Jahrhundert. Etwa gegen 1275 tauchten die ersten Achselschilde (Ailetten) in Frankreich und England auf. Da diese aufgrund ihrer Befestigung  (Schnürung) nicht sehr widerstandsfähig waren und oft verrutschten, waren sie nicht lange in Gebrauch. 

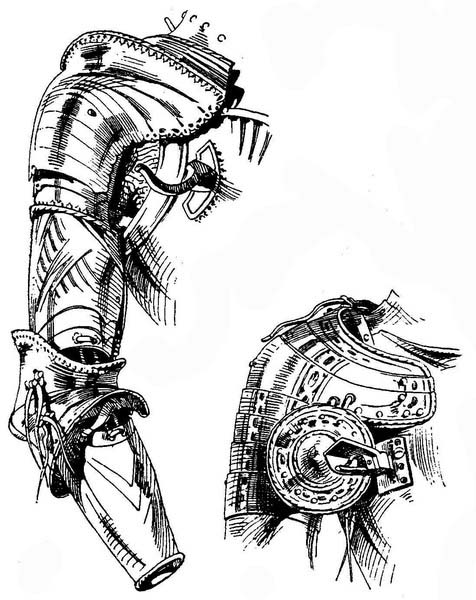
Ganzes Armzeug, geschnürt mit Kettenpanzer und Achsel mit Schwebescheibe

Um den Schulter- und Achselbereich besser zu schützen, begann man runde Platten (Schwebescheiben) mit Lederriemen am Haubert zu befestigen. Am Ende des 13. Jahrhunderts wurden diese Scheiben durch lose fallende Schuppen und etwas später mit Schienen (Spaldenier) gedeckt, die den Vorläufer des Geschübes darstellen.  Aus diesen Versuchen entstanden im 15. Jahrhundert die  Achseln mit ihren Vorder- und Hinterflügeln. Die Ober- und Unterarmröhren, die zuerst nur aus Schienen oder Platten bestanden und mit Riemen an den Armen und Kettenpanzern befestigt wurden (um das 14. Jahrhundert), wurden nun von Mailänder Plattnern miteinander verbunden. Die Befestigung erfolgte zuerst mit einer Verschnürung aus Leder (bis etwa 1490), später wurden die einzelnen Bestandteile miteinander beweglich vernietet. Durch diese Entwicklung entstand der berühmte „Mailänder Harnisch“. Das Anziehen des Armzeugs wurde vereinfacht. Wobei vorher die Einzelteile in einem komplizierten- und langwierigen Verfahren angelegt und verschnürt wurde, zog man es nun ähnlich einem Jackenärmel an und verschloss das Unterarmzeug, das mit einem Scharnier versehen und aufklappbar war, mit einem Riegel. Die Achseln wurden am Harnisch verschnürt.

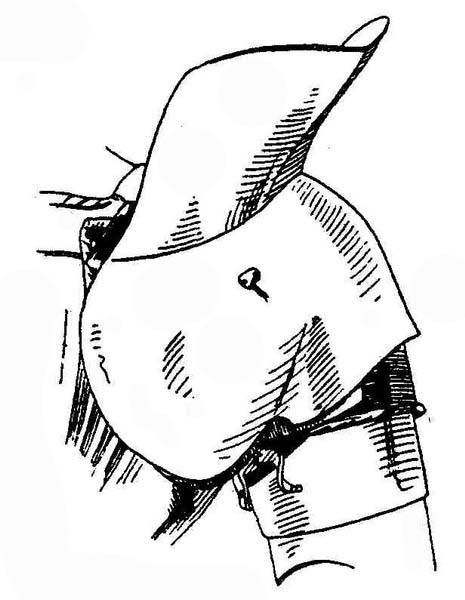
Verstärkte Achsel mit Brechrand zum Gestech

Die Armbeugen wurden durch sogenannte Geschübe geschützt. Ebenfalls im 16. Jahrhundert wurde damit begonnen, Bestandteile des Armzeugs für Turnierrüstungen stark zu vergrößern und zu verstärken, wofür sogenannte Doppelstücke (franz. Pièces de renfort) benutzt wurden. Die Achseln wurden durch Aufschrauben einer zweiten Achsel immens verstärkt, so dass sie neben der Schulter auch noch die linke Gesichtshälfte bzw. die linke Helmseite sowie einen Teil der linken Brust abdeckte. Die Ellbogenkacheln, meist am linken Arm, wurden stark vergrößert und ebenfalls eine zweite Kachel aufgeschraubt, die man Doppel- oder Stechmäusel nannte. Vorhandene Kacheln, die sehr klein gearbeitet waren, wurden durch ansetzen einer Verbreiterung auf den oberen Rand vergrößert. Diese Stechmäusel reichten zum Teil bis über die obere Hälfte des Oberarmes. Meist wurden diese extremen Verstärkungen nur an Harnischen vorgenommen, die für das sogenannte „Welsche Gestech“ gedacht waren.